# J. H. Wilfred Sénéchal
Pour les articles homonymes, voir Sénéchal (homonymie).
Joseph Henry Wilfred Sénéchal, né le 7 août 1918 à Campbellton (Nouveau-Brunswick) et mort le 11 février 2000 dans la même ville, est un avocat et homme politique canadien. Il est député de Restigouche à l'assemblée législative du Nouveau-Brunswick de 1967 à 1970 en tant que libéral.

## Biographie
Joseph Henry Wilfred Sénéchal naît à Campbellton, au Nouveau-Brunswick. En 1939, au déclenchement de la Seconde Guerre mondiale, âgé de dix-huit ans, il se porte volontaire dans l'armée canadienne. Il sert dans le Corps d'infanterie royal canadien, au sein du Carelton and York Regiment. En août 1942, il prend part au raid de Dieppe. Il reçoit du gouvernement britannique la médaille militaire.
Après la guerre, Wilfred Sénéchal poursuit des études secondaires et supérieures. En 1954, il obtient un baccalauréat en droit civil à l'université du Nouveau-Brunswick. Il suit dès lors une carrière d'avocat.
Wilfred Sénéchal se tourne également vers une carrière politique. En 1958, il est le candidat du Parti libéral aux élections fédérales pour la circonscription de Restigouche—Madawaska, mais il est battu par son rival, le progressiste-conservateur Joseph Charles Van Horne. En 1967, aux élections générales du Nouveau-Brunswick, il remporte un siège en tant que député du comté de Restigouche à l'assemblée législative du Nouveau-Brunswick, dont il est nommé vice-président. En 1970, aux élections générales du Nouveau-Brunswick, il échoue à remporter un siège à Campbellton, à nouveau face à Charles Van Horne. En 1978, aux élections générales du Nouveau-Brunswick, il perd à nouveau, cette fois face à Fernand Dubé.
Wilfred Sénéchal meurt le 11 février 2000 à l'hôpital régional de Campbellton. Il est enterré au cimetière Notre-Dame-des-Neiges.